# Autobahn Südosttangente Wien
La A23 Südosttangente Wien è la tangenziale della città di Vienna che si origina da sud dall'autostrada A2 proveniente da Graz e da Tarvisio.

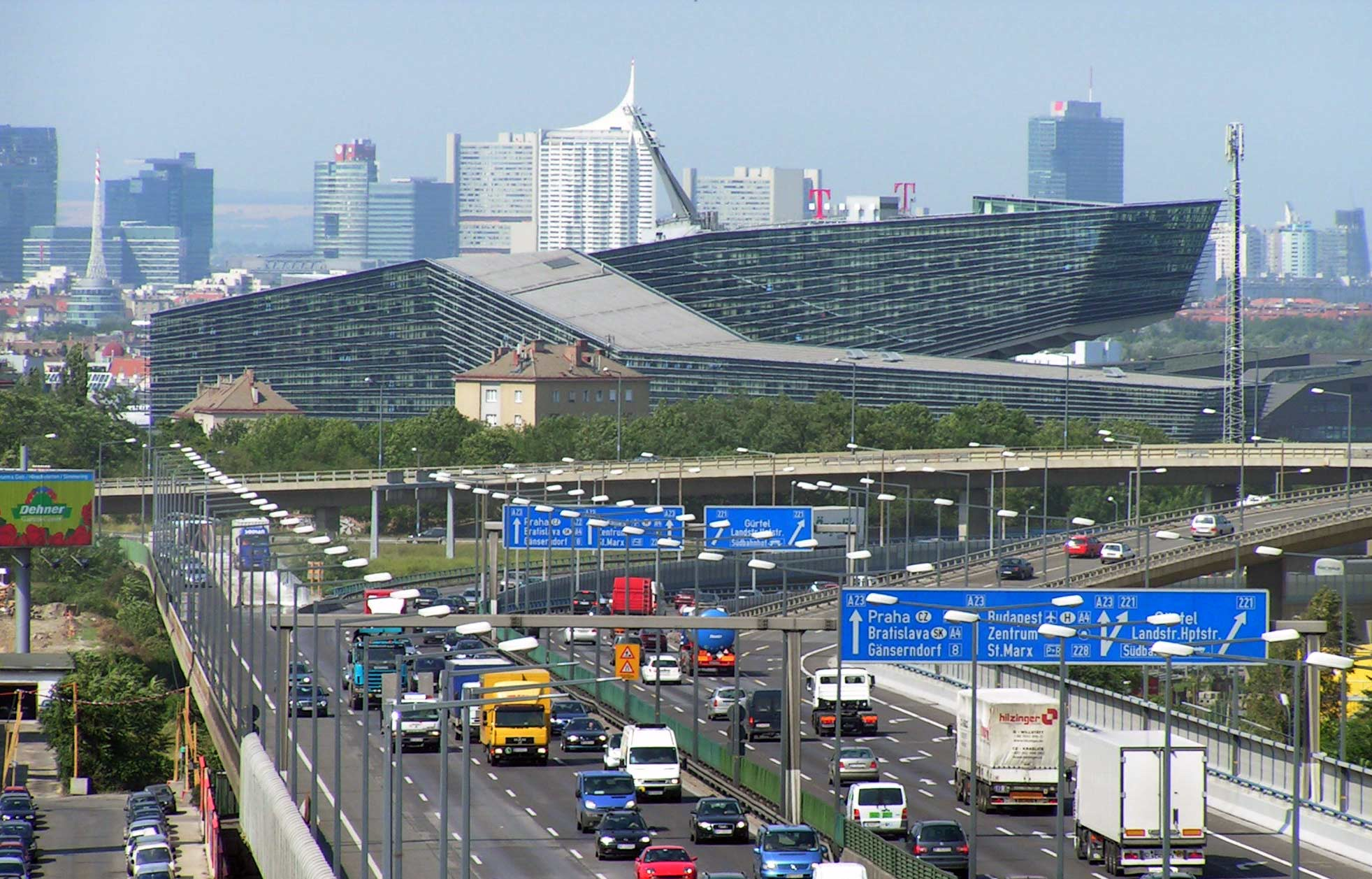
Immagine dell'A23

Interseca l'autostrada A21 e più oltre l'A22 in direzione di Praga ed infine l'autostrada A4 che prosegue per Bratislava e Budapest. Trafficata nelle ore di punta ma non si registrano grosse code.